# Brique de thé
La brique de thé, gâteau de thé ou plus généralement thé compressé est un mode de transformation du thé. Il s'agit de blocs de thé en poudre ou en feuilles, moulés et comprimés pour prendre une forme rectangulaire.
Née en Chine et très dominante sous l'ère Ming, la méthode se répand au Japon et en Russie. Aujourd'hui, elle est relativement rare, mais on la trouve encore en Russie et dans le cas du thé pu-erh.

## Historique

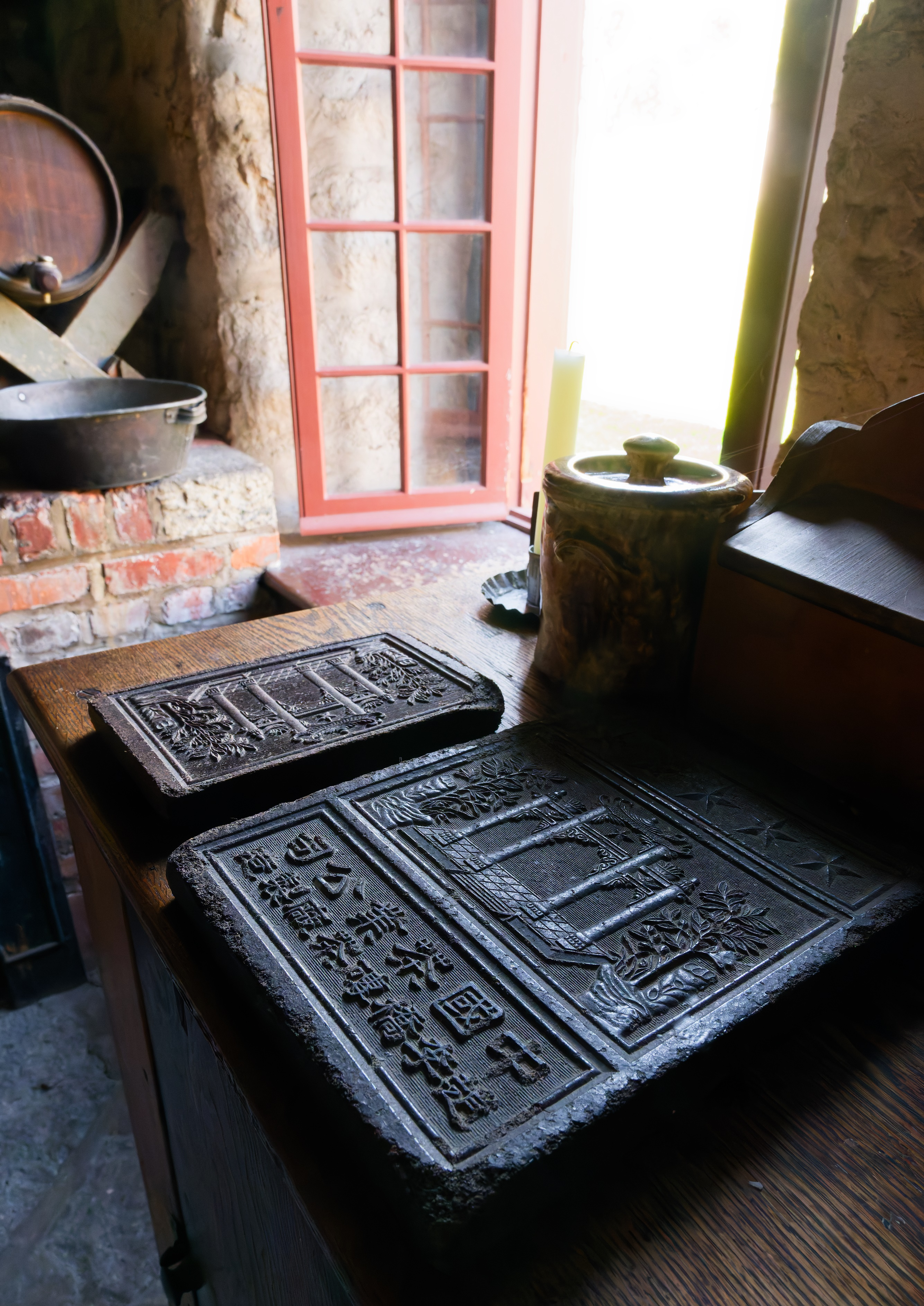
Brique de thé, Old Fort Erie

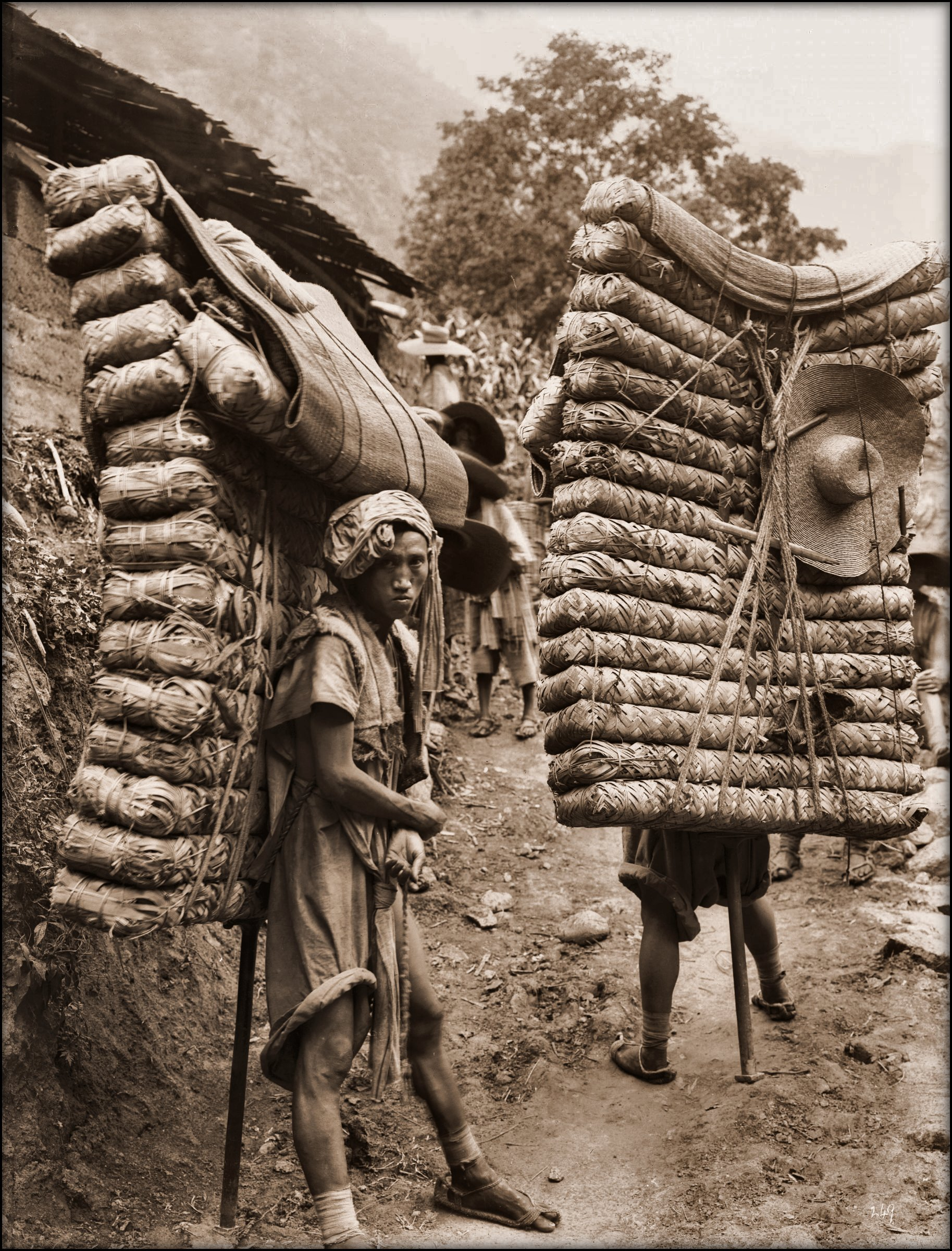
Des porteurs de briques de thé en 1908.

En Chine antique, le thé en brique est généralement fait avec des feuilles de thé séchées et écrasées, puis mises dans des moules en forme de brique. On utilise parfois aussi des feuilles partiellement séchées et entières. Certaines briques sont mélangées à d'autres ingrédients liants, comme de la farine, du sang ou du fumier : de cette façon, elles gardent mieux leur forme rectangulaire quand elles sont utilisées comme monnaie.
Pour produire une brique de thé, on cuit le thé à la vapeur, puis on le met dans une presse. Ces presses peuvent inclure un tampon pour reconnaître la provenance de la brique.

## Consommation

### Préparation
Les briques de thé sont encore utilisées en Asie centrale et au Tibet. Au Tibet, on arrache un bout de la brique de thé et on la fait bouillir dans de l'eau parfois salée toute la nuit. L'infusion concentrée obtenue est ensuite mélangée à du beurre, de la crème ou du lait et un peu de sel pour faire du thé au beurre, un basique de la cuisine tibétaine.

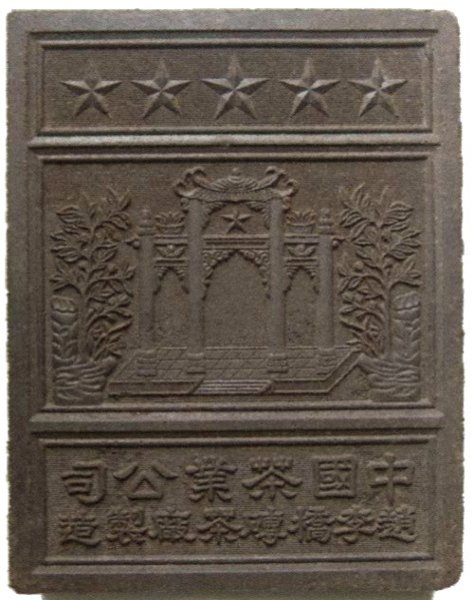
Une brique de Hubei.

### Effets sur la santé
Le thé comporte toujours de la fluorine. Les briques de thé faites à partir de vieilles feuilles peuvent contenir beaucoup de fluorine, ce qui les rend dangereuses à la consommation en grandes quantités sur des longues périodes. L'usage de ces thés mène à la fluorose dentaire, une maladie des os et des dents, dans certaines régions où le thé en briques est souvent utilisé, comme le Tibet.
En dehors du mode de conservation, le pu-erh, qui est le plus souvent en briques, est reconnu pour ses bienfaits pour la santé.

## Utilisation comme monnaie

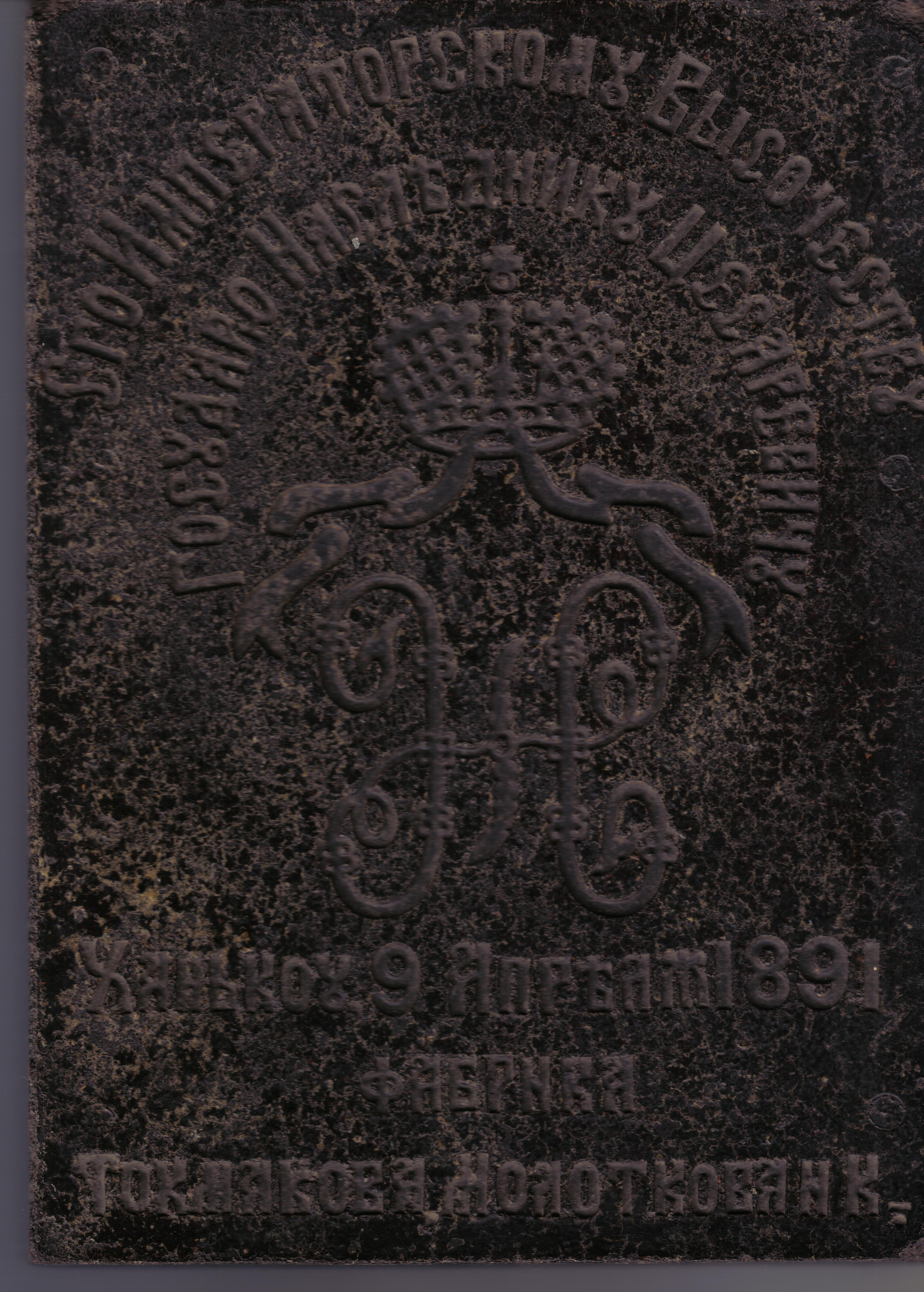
Une brique de thé présentée au tsar Nicolas II, datée de 1891. L'inscription indique : "À Son Altesse Impériale, Seigneur Hériter Czesarevich. Kharkov, le 9 avril 1891. Usine de Tokmakov, Molotkov & Co"

En raison de la valeur du thé en Asie, une grande partie de l'Asie centrale et orientale utilise le thé comme monnaie d'échange, comme les briques de sel en Afrique. Les briques de thé sont parfois préférées aux pièces de monnaie dans les peuples nomades de Mongolie et de Sibérie : elles peuvent être consommées en cas de famine et utilisées comme médicaments. Elles sont utilisées comme monnaie comestible jusqu'à la Seconde Guerre mondiale en Sibérie.
Au Tibet, les briques de thé sont fabriquées à Ya'an, dans le Sichuan. Les briques ont cinq qualités, chacune avec sa propre valeur. Les briques les plus utilisées comme monnaie à la fin du dix-neuvième siècle et au début du vingtième siècle sont celles de troisième qualité, qui vaut huit pièces de monnaie tibétaines classiques.